# 克拉斯涅 (季夫里夫區)
48°55′7″N 28°23′51″E / 48.91861°N 28.39750°E
克拉斯涅（烏克蘭語：Красне），是烏克蘭的村落，位於該國西南部文尼察州，由文尼察區負責管轄，始建於1362年，面積2平方公里，海拔高度267米，2001年人口1,110，人口密度每平方公里554.72人。